# Płońsk (Landgemeinde)
Die gmina wiejska Płońsk ist eine selbständige Landgemeinde in Polen im Powiat Płoński in der Woiwodschaft Masowien. Ihr Sitz befindet sich in der Stadt Płońsk. Die Landgemeinde, zu der die Stadt Płońsk selbst nicht gehört, hat eine Fläche von 127,3 km², auf der (Stand: 31. Dezember 2020) 8015 Menschen leben.

## Geographie

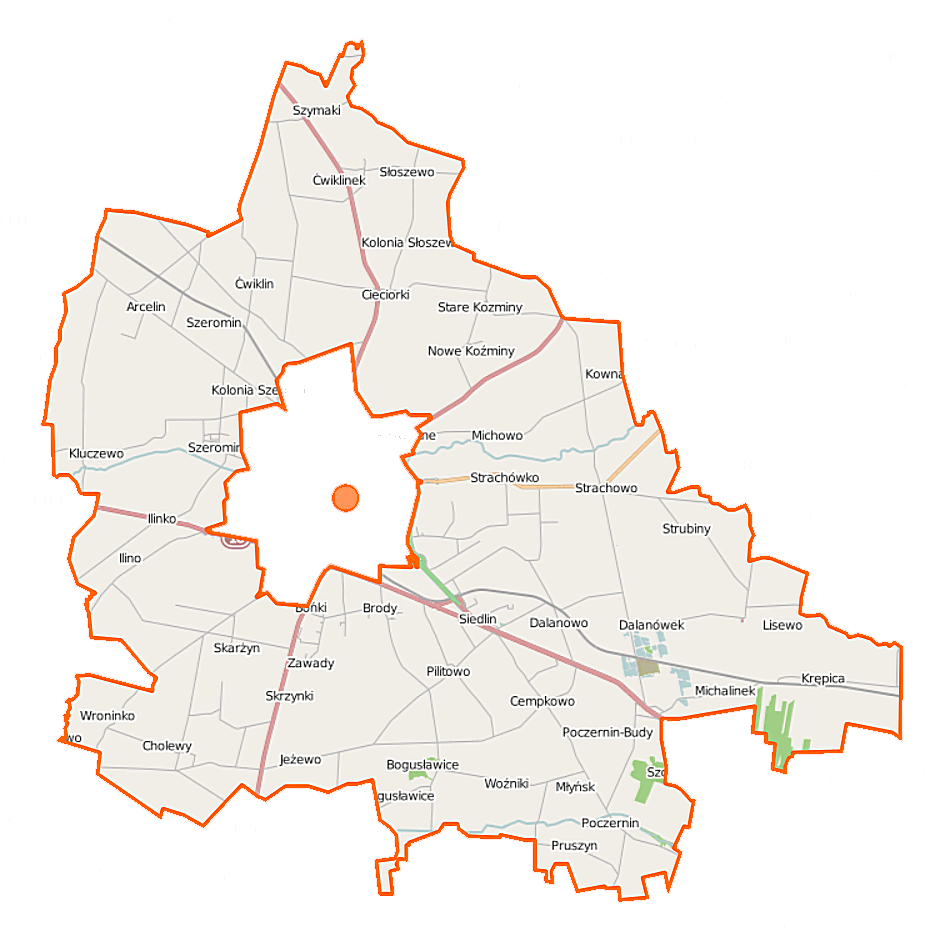
Karte der Landgemeinde

Das Gebiet der Landgemeinde umgibt die Stadt Płońsk an allen Seiten.

## Geschichte
Von 1975 bis 1998 gehörte die Landgemeinde zur Woiwodschaft Ciechanów.

## Gemeindegliederung
Die Landgemeinde Płońsk besteht aus 37 Schulzenämtern:
Arcelin, Bogusławice, Bońki-Zawady, Brody, Cempkowo, Cholewy-Wroninko, Cieciórki, Ćwiklinek, Ćwiklin, Dalanówek, Ilinko, Ilino, Jeżewo, Kluczewo, Kownaty, Koziminy-Stachowo, Krępica, Lisewo, Michalinek, Michowo, Nowe Koziminy-Stare Koziminy, Pilitowo, Poczernin, Raźniewo, Siedlin, Skarżyn, Skrzynki, Słoszewo, Słoszewo-Kolonia, Strachowo, Strachówko, Strubiny, Szeromin, Szerominek, Szpondowo, Szymaki und Woźniki-Młyńsk-Pruszyn.